# 9488 Гуя
9488 Гуя (9488 Huia) — астероїд головного поясу, відкритий 24 вересня 1960 року.
Тіссеранів параметр щодо Юпітера — 3,582.